# Циклотронне випромінювання
Циклотронне випромінювання — випромінювання електромагнітних хвиль нерелятивістськими зарядженими частинками, що рухаються по колу. Аналогічне випромінювання релятивістських частинок називається синхротронним. 
Циклотронне випромінювання виникає здебільшого при русі зарядженої частинки в магнітному полі. В такому випадку його називають також магнітногальмівним. В однорідному магнітному полі класична заряджена частинка, наприклад, електрон рухається вздовж гвинтової лінії, вісь якої направлена вздовж силових ліній магнітного поля. В площині, перпендикулярній осі силовим лініям поля, частинка описує коло, обертаючись із так званою циклотронною частотою
{\displaystyle \omega _{H}={\frac {eB}{mc}}} (в системі СГС),
де {\displaystyle e} — електричний заряд, {\displaystyle B} — магнітна індукція, {\displaystyle m} — маса частинки, {\displaystyle c} — швидкість світла.
Оскільки при такому русі частинка має прискорення, вона випромінює електромагнітні хвилі, які називають циклотронним випромінюванням. Спектр циклотронного випромінювання лінійчастий з основним піком на циклотронній частоті й обертонами на кратних частотах. 
Загальна інтенсивність магнітогальмівного випромінювання  при русі зарядженої частинки по колу в магнітному полі дається формулою
{\displaystyle I={\frac {2e^{4}B^{2}v^{2}}{3m^{2}c^{5}(1-v^{2}/c^{2})}}\approx {\frac {4e^{4}B^{2}E}{3m^{3}c^{5}}}},
де {\displaystyle I} — інтенсивність, {\displaystyle e} — електричний заряд частинки, {\displaystyle m} — її маса, {\displaystyle v} — швидкість, {\displaystyle E} — енергія, {\displaystyle B} — магнітна індукція, {\displaystyle c} — швидкість світла.
Назва циклотронне випромінювання походить від циклотронів, в яких це випромінювання призводить до втрат зарядженими частинками енергії, тобто є небажаним ефектом. Крім прискорювачів, циклотронне випромінювання виникає також у плазмі в магнітному полі, зокрема в плазмі астрономічних об'єктів.

## Виноски
1. ↑  Формули на цій сторінці записані в системі СГС (СГСГ). Для перетворення в Міжнародну систему величин (ISQ) дивись Правила переводу формул із системи СГС в систему ISQ.
2. ↑  Ландау Л.Д., Лифшиц Е.М. (1974). Теоретическая физика. т. ІІ. Теория поля. Москва: Наука.